# ألكسندر سكفورتسوف
ألكسندر سكفورتسوف (بالروسية: Скворцов, Александр Владимирович)‏ هو لاعب كرة قدم روسي في مركز الوسط، ولد في 6 مارس 1982 في أوبنينسك في روسيا. لعب مع نادي أورينبورغ.

## وصلات خارجية
- ألكسندر سكفورتسوف على موقع قاعدة بيانات كرة القدم.إي يو (الإنجليزية)
- ألكسندر سكفورتسوف على موقع Soccerway.com (الإنجليزية)